# Политотдел (Омская область)
Политотде́л — посёлок в Любинском районе Омской области России. Входит в состав Любино-Малоросского сельского поселения.

## География
Населённый пункт находится на юге центральной части Омской области, в лесостепной зоне, в пределах Ишимской равнины, к западу от реки Иртыш, на расстоянии примерно 29 км (по прямой) к востоку-северо-востоку (ENE) от посёлка городского типа Любинский, административного центра района. Абсолютная высота — 77 м над уровнем моря.
Часовой пояс
Посёлок Политотдел, как и вся Омская область, находится в часовой зоне МСК+3. Смещение применяемого времени относительно UTC составляет +6:00.

## Население
| 2010 |
| ---- |
| 360  |

Гендерный состав
По данным Всероссийской переписи населения 2010 года, в гендерной структуре населения мужчины составляли 46,7 %, женщины — соответственно 53,3 %.
Национальный состав
Согласно результатам переписи 2002 года, в национальной структуре населения русские составляли 88 % из 398 чел.

## Улицы
| - ул. Беговая, - ул. Гагарина, - ул. Курортная, - ул. Ленина, | - ул. Лесная, - ул. Молодёжная, - пер. Перестройки, - ул. Школьная. |